# Soziales Drama
Soziales Drama (auch: Sozialdrama) werden Dramen genannt, deren Handlung und Charaktere durch ihre sozialen Umstände gekennzeichnet sind. Üblicherweise ist dabei die Intention des Dramatikers der Versuch, auf bestimmte gesellschaftliche Missstände hinzuweisen, eine Sozialkritik zu äußern. So werden die Probleme sozialer Gruppen – wie des niederen sozialen Standes – dargestellt. Häufig ist die Sprache der Personen Ausdruck ihres sozialen Standes (Soziolekt). Elise Dosenheimer definierte es in ihrem 1949 erschienenen Werk so:

„Unter sozialem Drama verstehen wir ein Drama, dessen bestimmter sozialer Untergrund die Voraussetzung ist für Stoff und Gehalt, dessen Charaktere und Handlung mit Notwendigkeit aus diesem sozialen Untergrund hervorgehen.“

Sozialkritik im Drama wurde bereits im 18. Jahrhundert geäußert. Die dortigen frühen Formen der Komödie und des Trauerspiels beschäftigen sich teilweise mit der niederen sozialen Schicht.
Viele soziale Dramen entstanden jedoch erst im 19. Jahrhundert im Kontext der Industrialisierung und thematisieren die gesellschaftlichen Umstände des Lebens der niederen sozialen Schicht, die „Soziale Frage“. Insbesondere das Mitleidsdrama des Naturalismus ist charakteristisch für das soziale Drama. Häufig wird das soziale Drama daher auf die Werke des 19. Jahrhunderts reduziert.

## Entwicklung ab dem 19. Jahrhundert
1828 spricht Heinrich Heine vom Ende der „Goetheschen Kunstperiode“, des Idealismus, er lobt die Schriftsteller des Jungen Deutschlands, „die keinen Unterschied machen wollen zwischen Leben und Schreiben, die nimmermehr die Politik trennen von Wissenschaft, Kunst und Religion, die zu gleicher Zeit Künstler, Tribune und Apostel sind“.
Es folgt eine Zeit der Integration von Zeitfragen in die Literatur. Karl Gutzkow fordert dazu auf, in geistigen und politischen Auseinandersetzungen Partei zu ergreifen.
Vorläufer der neuen, realistischen Dichtung (1848–1890) ist Georg Büchners Woyzeck (1836). Die Dichter des einsetzenden Realismus (Friedrich Hebbel, Gottfried Keller, Theodor Storm, Theodor Fontane) erkennen die „Ausbeutung der untersten Klasse“ und wollen die Wirklichkeit ungeschönt darstellen. Es folgt der Naturalismus mit Arno Holz und Gerhart Hauptmanns Vor Sonnenaufgang (1889) und Die Weber (1892). Die Naturalisten präferieren das Hässliche und Niedere. Sie zeigen Kranke ebenso wie Geistesgestörte oder Alkoholiker. Bei den Naturalisten werden die Personen im Drama schließlich gänzlich auf ihre Eigenschaft als Produkt der sozialen Verhältnisse reduziert. Hauptmanns Die Weber und Vor Sonnenaufgang sind die einzigen Werke, die explizit den Untertitel „Soziales Drama“ führen.
Nach der Jahrhundertwende ging das soziale Drama in der sozialistischen Dramatik auf.